# Got Your Six
Got Your Six é o sexto álbum de estúdio da banda americana de heavy metal Five Finger Death Punch. Foi lançado em 4 de setembro de 2015, pela Prospect Park. Got Your Six vendeu 119.000 unidades para estrear em segundo lugar na Billboard 200. As 114.000 em vendas de álbuns puros fizeram dele o álbum mais vendido da semana e a melhor semana de vendas da banda até o momento. Got Your Six também é seu terceiro conjunto consecutivo a estrear em segundo lugar.

## Antecedentes
Em janeiro de 2015, a banda anunciou que estava gravando um novo álbum com lançamento previsto para o final de 2015.
Em 2 de maio de 2015, eles lançaram o título do novo álbum como Got Your Six. Em 19 de maio de 2015, eles lançaram a arte de seu novo álbum e anunciaram que o álbum seria lançado em 28 de agosto de 2015. Eles lançaram uma prévia de seu novo single intitulado "Jekyll and Hyde" em uma mensagem de vídeo especial. Eles também anunciaram as datas de uma turnê norte-americana co-headlining com Papa Roach e acompanhados por In This Moment como convidados especiais com o apoio de From Ashes to New para a turnê, durante a qual eles promoverão o álbum. A data de lançamento foi posteriormente adiada uma semana para 4 de setembro de 2015.
O baterista Jeremy Spencer disse sobre o novo álbum em uma entrevista: "Estou curtindo, cara. Na verdade, é mais brutal, com uma dinâmica mais extrema. Há algumas partes realmente suaves e outras realmente brutais. Então, estamos tocando toda a gama de sons".
Com a edição padrão tendo uma duração de 38 minutos e 23 segundos, Got Your Six é o álbum mais curto do Five Finger Death Punch até hoje.

## Recepção crítica
Vendendo 119.000 unidades em sua primeira semana, Got Your Six estreou em segundo lugar na pesquisa de 26 de setembro de 2015 da Billboard 200, e em primeiro lugar na pesquisa Top Rock Albums da mesma data. Das 119.000 unidades vendidas em sua primeira semana, 114.000 delas foram vendas puras de álbuns, tornando-se o álbum mais vendido da semana. Também se tornou o álbum mais vendido da banda em termos de vendas na primeira semana, superando as 112.000 vendas na primeira semana de The Wrong Side of Heaven and the Righteous Side of Hell, Volume 1. Foi certificado como Platina pela RIAA em 19 de janeiro de 2024; e vendeu mais de 390.000 álbuns puros até 13 de setembro de 2016.
| Críticas profissionais | Críticas profissionais |
| Avaliações da crítica  | Avaliações da crítica  |
| Fonte                  | Avaliação              |
| ---------------------- | ---------------------- |
| AllMusic               | [ 11 ]                 |
| Metal Hammer           | [ 12 ]                 |
| The Guardian           | [ 13 ]                 |

O álbum foi incluído na posição 44 no top 50 de lançamentos da Rock Sound em 2015.

## Lista de faixas
| Edição Padrão  |                        |         |  |
| N.º            | Título                 | Duração |  |
| 1.             | "Got Your Six"         | 2:58    |  |
| 2.             | "Jekyll and Hyde"      | 3:26    |  |
| 3.             | "Wash It All Away"     | 3:45    |  |
| 4.             | "Ain't My Last Dance"  | 3:29    |  |
| 5.             | "My Nemesis"           | 3:35    |  |
| 6.             | "No Sudden Movement"   | 3:21    |  |
| 7.             | "Question Everything"  | 5:05    |  |
| 8.             | "Hell to Pay"          | 3:07    |  |
| 9.             | "Digging My Own Grave" | 3:47    |  |
| 10.            | "Meet My Maker"        | 3:00    |  |
| 11.            | "Boots and Blood"      | 2:45    |  |
| Duração total: | Duração total:         | 38:23   |  |

| Edição Deluxe  |                      |         |  |
| N.º            | Título               | Duração |  |
| 12.            | "You're Not My Kind" | 3:21    |  |
| 13.            | "This Is My War"     | 2:55    |  |
| 14.            | "I Apologize"        | 4:03    |  |
| Duração total: | Duração total:       | 48:23   |  |

## Créditos e pessoal

#### Five Finger Death Punch
- Ivan Moody – vocais
- Zoltan Bathory – guitarra rítmica
- Jason Hook – guitarra principal, backing vocals
- Chris Kael – baixo, backing vocals, co-vocal principal em "Got Your Six"
- Jeremy Spencer – bateria

#### Produção
- Kevin Churko – produção

## Tabelas Musicais

### Tabelas semanais
| Tabela (2015)                         | Posição |
| ------------------------------------- | ------- |
| Austrália (ARIA)                      | 3       |
| Áustria (Ö3 Austria Top 40)           | 5       |
| Bélgica (Ultratop Flandres)           | 29      |
| Bélgica (Ultratop Valônia)            | 38      |
| Canadá (Billboard)                    | 3       |
| Dinamarca (Hitlisten)                 | 14      |
| Países Baixos (Dutch Charts)          | 17      |
| Finlândia (Suomen virallinen lista)   | 3       |
| França (SNEP)                         | 40      |
| Alemanha (Offizielle Deutsche Charts) | 5       |
| Hungria (MAHASZ)                      | 20      |
| Irlanda (IRMA)                        | 46      |
| Nova Zelândia (RMNZ)                  | 14      |
| Noruega (VG-lista)                    | 9       |
| Escócia (Official Scottish Albums)    | 6       |
| Suécia (Sverigetopplistan)            | 5       |
| Suíça (Schweizer Hitparade)           | 5       |
| Reino Unido (Official Albums Chart)   | 6       |
| Reino Unido (UK Rock & Metal Albums)  | 2       |
| Estados Unidos (Billboard 200)        | 2       |
| Estados Unidos (Top Hard Rock Albums) | 1       |
| Estados Unidos (Top Rock Albums)      | 1       |